# European Football League 2009
La European Football League 2009 è stata la 23ª edizione del massimo torneo europeo per club di football americano.

## Squadre partecipanti
| Club                    | Città                     | Stadio                                | Sponsor ufficiale | Risultato nella stagione 2008 |
| ----------------------- | ------------------------- | ------------------------------------- | ----------------- | ----------------------------- |
| Berlin Adler            | Berlino                   | Friedrich-Ludwig-Jahn-Sportpark       |                   |                               |
| Braunschweig Lions      | Braunschweig              | Stadion am Salzgittersee (Salzgitter) |                   |                               |
| Eidsvoll 1814's         | Eidsvoll                  | Jordal Idrettspark (Oslo)             |                   |                               |
| Flash de La Courneuve   | La Courneuve              | Stade Marville                        |                   |                               |
| Giants Bolzano          | Bolzano                   | Stadio Europa                         |                   |                               |
| Graz Giants             | Graz                      | Stadion Eggenberg                     | Turek             |                               |
| Lions Bergamo           | Bergamo                   | Stadio Comunale (Osio Sotto BG)       |                   |                               |
| L'Hospitalet Pioners    | L'Hospitalet de Llobregat | Complex Esportiu L'Hospitalet Nord    |                   |                               |
| Moscow Patriots         | Mosca                     | Arena Chimki (Chimki)                 |                   |                               |
| Porvoon Butchers        | Porvoo                    | Porvoon pallokenttä                   |                   |                               |
| Seinäjoki Crocodiles    | Seinäjoki                 | Seinäjoen Keskuskenttä                |                   |                               |
| Stockholm Mean Machines | Stoccolma                 | Zinkensdamms Idrottsplats             |                   |                               |
| Tirol Raiders           | Innsbruck                 | Tivoli-Neu Stadion                    | Swarco            |                               |
| Templiers d'Élancourt   | Élancourt                 | Complex Sportif Europe                |                   |                               |
| Vienna Vikings          | Vienna                    | Hohe Warte Stadion                    | Raiffeisen        |                               |
| Valencia Firebats       | Valencia                  | Estadio del Jardin del Turia          |                   |                               |

## Stagione regolare

### Calendario

#### 1ª giornata
| Chimki 28 marzo 2009, ore 16:00 | Moscow Patriots | 13 – 28 referto | Flash de La Courneuve | Arena Chimki |

#### 2ª giornata
| Bolzano 4 aprile 2009, ore 20:00 | Giants Bolzano | 20 – 0 (14-0 0-0 0-0 6-0) referto | Valencia Firebats | Stadio Europa |

| Élancourt 4 aprile 2009, ore 20:00 | Templiers d'Élancourt | 62 – 23 (20-7 20-0 7-16 15-0) referto | L'Hospitalet Pioners | Complex Sportif Europe |

#### 3ª giornata
| Porvoo 18 aprile 2009, ore 15:00 | Porvoon Butchers | 27 – 7 (13-0 0-0 14-0 0-7) referto | Eidsvoll 1814's | Porvoon pallokenttä |

| Valencia 18 aprile 2009, ore 17:00 | Valencia Firebats | 19 – 47 (0-7 6-13 0-7 13-20) referto | Braunschweig Lions | Estadio del Jardin del Turia |

| L'Hospitalet de Llobregat 18 aprile 2009, ore 17:00 | L'Hospitalet Pioners | 32 – 42 (6-14 14-14 0-14 12-0) referto | Lions Bergamo | Complex Esportiu L'Hospitalet Nord |

| Berlino 19 aprile 2009, ore 15:00 | Berlin Adler | 54 – 0 (34-0 10-0 3-0 7-0) referto | Moscow Patriots | Friedrich-Ludwig-Jahn-Sportpark |

#### 4ª giornata
| Stoccolma 25 aprile 2009, ore 12:30 | Stockholm Mean Machines | 6 – 22 (0-6 6-0 0-14 0-2) referto | Porvoon Butchers | Zinkensdamms Idrottsplats |

| La Courneuve 25 aprile 2009, ore 18:00 | Flash de La Courneuve | 31 – 24 (6-0 12-17 0-0 13-7) referto | Berlin Adler | Stade Marville |

#### 5ª giornata
| Salzgitter 2 maggio 2009, ore 16:00 | Braunschweig Lions | 53 – 21 (21-0 0-14 13-7 19-0) referto | Giants Bolzano | Stadion am Salzgittersee |

| Oslo 2 maggio 2009, ore 14:00 | Eidsvoll 1814's | 12 – 48 referto | Stockholm Mean Machines | Jordal Idrettspark |

| Osio Sotto 2 maggio 2009, ore 15:00 | Lions Bergamo | 26 – 27 (7-0 6-21 13-0 0-6) referto | Templiers d'Élancourt | Stadio comunale |

### Classifiche
Le classifiche della regular season sono le seguente:
- PCT = percentuale di vittorie, G = partite giocate, V = partite vinte,  P = partite perse, PF = punti fatti, PS = punti subiti

#### Gruppo 1
| Pos. | Squadra            | PCT   | G | V | N | P | PF  | PS |
| ---- | ------------------ | ----- | - | - | - | - | --- | -- |
| 1    | Braunschweig Lions | 1.000 | 2 | 2 | 0 | 0 | 100 | 40 |
| 2    | Giants Bolzano     | .500  | 2 | 1 | 0 | 1 | 41  | 53 |
| 3    | Valencia Firebats  | .000  | 2 | 0 | 0 | 2 | 19  | 67 |

#### Gruppo 2
| Pos. | Squadra               | PCT   | G | V | N | P | PF | PS  |
| ---- | --------------------- | ----- | - | - | - | - | -- | --- |
| 1    | Templiers d'Élancourt | 1.000 | 2 | 2 | 0 | 0 | 89 | 49  |
| 2    | Lions Bergamo         | .500  | 2 | 1 | 0 | 1 | 68 | 59  |
| 3    | L'Hospitalet Pioners  | .000  | 2 | 0 | 0 | 2 | 55 | 104 |

#### Gruppo 3
| Pos. | Squadra               | PCT   | G | V | N | P | PF | PS |
| ---- | --------------------- | ----- | - | - | - | - | -- | -- |
| 1    | Flash de La Courneuve | 1.000 | 2 | 2 | 0 | 0 | 59 | 37 |
| 2    | Berlin Adler          | .500  | 2 | 1 | 0 | 1 | 78 | 31 |
| 3    | Moscow Patriots       | .000  | 2 | 0 | 0 | 2 | 13 | 82 |

#### Gruppo 4
| Pos. | Squadra                 | PCT   | G | V | N | P | PF | PS |
| ---- | ----------------------- | ----- | - | - | - | - | -- | -- |
| 1    | Porvoon Butchers        | 1.000 | 2 | 2 | 0 | 0 | 49 | 13 |
| 2    | Stockholm Mean Machines | .500  | 2 | 1 | 0 | 1 | 54 | 34 |
| 3    | Eidsvoll 1814's         | .000  | 2 | 0 | 0 | 2 | 19 | 75 |

## Playoff

### Tabellone
|  | Quarti di finale | Quarti di finale      | Quarti di finale |                       |                       | Semifinali | Semifinali | Semifinali |  |  | XXIII Eurobowl | XXIII Eurobowl | XXIII Eurobowl |
|  |                  |                       |                  |                       |                       |            |            |            |  |  |                |                |                |
|  |                  | Tirol Raiders         | 35               |                       |                       |            |            |            |  |  |                |                |                |
|  |                  | Braunschweig Lions    | 7                |                       |                       |            |            |            |  |  |                |                |                |
|  |                  | Braunschweig Lions    | 7                |                       | Tirol Raiders         | 31         |            |            |  |  |                |                |                |
|  |                  |                       |                  |                       | Tirol Raiders         | 31         |            |            |  |  |                |                |                |
|  |                  |                       | Porvoon Butchers | 13                    |                       |            |            |            |  |  |                |                |                |
|  |                  | Seinäjoki Crocodiles  | Porvoon Butchers | 13                    | 21                    |            |            |            |  |  |                |                |                |
|  |                  | Seinäjoki Crocodiles  |                  |                       | 21                    |            |            |            |  |  |                |                |                |
|  |                  | Porvoon Butchers      | 27 o.t.          |                       |                       |            |            |            |  |  |                |                |                |
|  |                  |                       |                  |                       |                       |            |            |            |  |  |                | Tirol Raiders  | 30             |
|  |                  |                       |                  | Flash de La Courneuve | 19                    |            |            |            |  |  |                |                |                |
|  |                  | Graz Giants           | 20               |                       |                       |            |            |            |  |  |                |                |                |
|  |                  | Templiers d'Élancourt | 6                |                       |                       |            |            |            |  |  |                |                |                |
|  |                  | Templiers d'Élancourt | 6                |                       | Flash de La Courneuve | 35         |            |            |  |  |                |                |                |
|  |                  |                       |                  |                       | Flash de La Courneuve | 35         |            |            |  |  |                |                |                |
|  |                  |                       | Graz Giants      | 33                    |                       |            |            |            |  |  |                |                |                |
|  |                  | Vienna Vikings        | Graz Giants      | 33                    | 3                     |            |            |            |  |  |                |                |                |
|  |                  | Vienna Vikings        |                  |                       | 3                     |            |            |            |  |  |                |                |                |
|  |                  | Flash de La Courneuve | 14               |                       |                       |            |            |            |  |  |                |                |                |

### Quarti di finale
| Seinäjoki 16 maggio 2009, ore 16:00 | Seinäjoki Crocodiles | 21 – 27 (d.t.s.) (7-7 7-0 0-6 7-8 0-6) referto | Porvoon Butchers | Seinäjoen Keskuskenttä |

| Graz 16 maggio 2009, ore 16:00 | Graz Giants                                                       | 20 – 6 (0-0 0-0 6-0 14-6) referto | Templiers d'Élancourt | Stadion Eggenberg (1600 spett.)\| Arbitri: \| C. Ball T. Koenig O. Wahl Windsteig G. Johann Ulicny A. Savicevic \| |
| Arbitri:                       | C. Ball T. Koenig O. Wahl Windsteig G. Johann Ulicny A. Savicevic |                                   |                       | |

| Innsbruck 16 maggio 2009, ore 20:00 | Tirol Raiders                                        | 35 – 7 (14-7 14-0 0-0 7-0) referto | Braunschweig Lions | Tivoli-Neu Stadion\| Arbitri: \| R. Fouillet Berger JSiebmann Müllner Edelmüller Lair \| |
| Arbitri:                            | R. Fouillet Berger JSiebmann Müllner Edelmüller Lair |                                    |                    |                                                                                          |

| Vienna 17 maggio 2009, ore 15:10 | Vienna Vikings                                                         | 3 – 14 (0-0 3-6 0-8 0-0) referto | Flash de La Courneuve | Hohe Warte Stadion (4000 spett.)\| Arbitri: \| J. Briggs T. Koenig D. Parsojas D. Galluppi P. Thom Hofbauer Savicevic \| |
| Arbitri:                         | J. Briggs T. Koenig D. Parsojas D. Galluppi P. Thom Hofbauer Savicevic |                                  |                       | |

### Semifinali
| La Courneuve 13 giugno 2009, ore 18:00 | Flash de La Courneuve | 35 – 33 (6-7 16-14 0-0 13-12) referto | Graz Giants | Stade Marville |

| Innsbruck 13 giugno 2009, ore 19:55 | Tirol Raiders                                                            | 31 – 13 (14-7 14-0 3-0 0-6) referto | Porvoon Butchers | Tivoli-Neu Stadion (3500 spett.)\| Arbitri: \| R. Lenoire T. Koenig S. de Gruijter Müllner N. Worhty Savicevic Hofbauer \| |
| Arbitri:                            | R. Lenoire T. Koenig S. de Gruijter Müllner N. Worhty Savicevic Hofbauer |                                     |                  | |

### Eurobowl XXIII
| Innsbruck 11 luglio 2009, ore 20:00 | Tirol Raiders | 30 – 19 (3-0 17-6 7-7 3-6) referto | Flash de La Courneuve | Tivoli-Neu Stadion |

## Verdetti
- Tirol Raiders Campioni d'Europa 2009